# Lista de episódios de Station 19
Station 19 é uma série de televisão estadunidense de ação-drama criada por Stacy McKee para a ABC. McKee, Shonda Rhimes e Betsy Beers servem como produtoras executivas da série, que é o segundo spin-off de Grey's Anatomy. Em Seattle, a série se concentra nas vidas dos homens e mulheres na Estação de Bombeiros de Seattle 19. A série é produzida pela ShondaLand e ABC Studios, com McKee servindo como a showrunner das temporadas 1 e 2, Krista Vernoff das temporadas 3 a 6 e, por fim, Zoanne Clack e Peter Paige da sétima e última temporada.
A primeira temporada de Station 19 começou a ser transmitida em 22 de março de 2018, e contou com 10 episódios. Em 11 de maio de 2018, a ABC renovou a série para a segunda temporada que começou a ser transmitida em 4 de outubro de 2018 e contou com 17 episódios. Em maio de 2019, a série foi renovada para uma terceira temporada que estreou em 23 de janeiro de 2020 e contou com 16 episódios. Em 11 de março de 2020, a série foi renovada para uma quarta temporada que estreou em 12 de novembro de 2021 e contou com 16 episódios. Em 10 de maio de 2021, a série foi renovada para quinta temporada que estreou em 30 de setembro de 2021. Em 11 de janeiro de 2022, a série foi renovada para uma sexta temporada. Em abril de 2023, a série foi renovada para uma sétima temporada, que, em dezembro de 2023, foi anunciada como sua última.

## Resumo
| Temporada | Temporada | Episódios | Episódios | Originalmente exibido  | Originalmente exibido |
| Temporada | Temporada | Episódios | Episódios | Estreia da temporada   | Final da temporada    |
| --------- | --------- | --------- | --------- | ---------------------- | --------------------- |
|           | Piloto    | Piloto    | Piloto    | 1 de março de 2018     | 1 de março de 2018    |
|           | 1         | 10        | 10        | 22 de março de 2018    | 17 de maio de 2018    |
|           | 2         | 17        | 17        | 4 de outubro de 2018   | 16 de maio de 2019    |
|           | 3         | 16        | 16        | 23 de janeiro de 2020  | 14 de maio de 2020    |
|           | 4         | 16        | 16        | 12 de novembro de 2020 | 3 de junho de 2021    |
|           | 5         | 18        | 18        | 30 de setembro de 2021 | 19 de maio de 2022    |
|           | 6         | 18        | 18        | 6 de outubro de 2022   | 18 de maio de 2023    |
|           | 7         | ASA       | ASA       | 14 de março de 2024    | ASA                   |

## Episódios

### Episódio piloto
"№ na série" e "№ na temporada" determinam a transmissão e a localização do episódio piloto, que ocorre da série original.
| N.º na série | N.º na temp. | Título                        | Dirigido por    | Escrito por | Exibição original  | Audiência (milhões) |
| --- | ------------ | ----------------------------- | --------------- | ----------- | ------------------ | ------------------- |
| 306 | 13           | "You Really Got a Hold on Me" | Nzingha Stewart | Stacy McKee | 1 de março de 2018 | 7.52                |
| Um incêndio numa casa traz dois meninos que foram resgatados pelo serviço de bombeiros de Seattle, a estação 19, ao pronto-socorro. Meredith Grey conhece Andy Herrera, uma bombeira, que mantém a mão dentro do paciente, apertando sua aorta abdominal. Enquanto Andy recebe um assento na primeira fila para ver a ação dentro da S.O., Ben Warren luta com a ideia de não ser mais um cirurgião. O Dr. Koracik, antigo professor de Amelia Shepherd, se oferece para ajudá-la com seu projeto de pesquisa, mas rapidamente dispara suas ideias. No entanto, quando se confrontam sobre a diferença de opinião, eles apresentam uma ideia para salvar sua paciente. Richard Webber presencia muito bem Miranda Bailey, já que é o primeiro dia depois de se recuperar de um ataque cardíaco. Jackson Avery começa a se preocupar com April Kepner e com o fato de que os internos a apelidaram de "a festeira". |              |                               |                 |             |                    |                     |

### Temporada 1 (2018)
| N.º na série | N.º na temp. | Título                | Dirigido por    | Escrito por         | Exibição original   | Audiência (milhões) |
| ------------ | ------------ | --------------------- | --------------- | ------------------- | ------------------- | ------------------- |
| 1            | 1            | "Stuck"               | Paris Barclay   | Stacy McKee         | 22 de março de 2018 | 5.43                |
| 2            | 2            | "Invisible To Me"     | Paris Barclay   | Stacy McKee         | 22 de março de 2018 | 5.43                |
| 3            | 3            | "Contain the Flame"   | Mary Lou Belli  | Wendy Calhoun       | 29 de março de 2018 | 5.86                |
| 4            | 4            | "Reignited"           | Dennis Smith    | Ilene Rosenzweig    | 5 de abril de 2018  | 5.09                |
| 5            | 5            | "Shock to the System" | Milan Cheylov   | Anupam Nigam        | 12 de abril de 2018 | 5.59                |
| 6            | 6            | "Stronger Together"   | Nzingha Stewart | Angela L. Harvey    | 19 de abril de 2018 | 5.41                |
| 7            | 7            | "Let It Burn"         | James Hanlon    | Barbara Kaye Friend | 26 de abril de 2018 | 5.17                |
| 8            | 8            | "Every Second Counts" | Marisol Adler   | Tia Napolitano      | 3 de maio de 2018   | 5.14                |
| 9            | 9            | "Hot Box"             | Nicole Rubio    | Phillip Iscove      | 10 de maio de 2018  | 4.45                |
| 10           | 10           | "Not Your Hero"       | Paris Barclay   | Stacy McKee         | 17 de maio de 2018  | 5.10                |

### Temporada 2 (2018-19)
| N.º na série | N.º na temp. | Título                     | Dirigido por     | Escrito por                 | Exibição original      | Audiência (milhões) |
| ------------ | ------------ | -------------------------- | ---------------- | --------------------------- | ---------------------- | ------------------- |
| 11           | 1            | "No Recovery"              | Paris Barclay    | Stacy McKee                 | 4 de outubro de 2018   | 5.17                |
| 12           | 2            | "Under the Surface"        | Milan Cheylov    | Tia Napolitano              | 11 de outubro de 2018  | 6.54                |
| 13           | 3            | "Home to Hold Onto"        | Tessa Blake      | Anupam Nigam                | 18 de outubro de 2018  | 4.16                |
| 14           | 4            | "Lost and Found"           | Marcus Stokes    | Jim Campolongo              | 25 de outubro de 2018  | 5.02                |
| 15           | 5            | "Do a Little Harm..."      | Sylvain White    | Angela L. Harvey            | 1 de novembro de 2018  | 4.89                |
| 16           | 6            | "Last Day on Earth"        | Steve Robin      | Phillip Iscove              | 8 de novembro de 2018  | 5.10                |
| 17           | 7            | "Weather the Storm"        | Oliver Bokelberg | Stacy McKee                 | 15 de novembro de 2018 | 5.91                |
| 18           | 8            | "Crash and Burn"           | Paris Barclay    | Tia Napolitano              | 7 de março de 2019     | 5.24                |
| 19           | 9            | "I Fought the Law"         | Sydney Freeland  | Barbara Kaye Friend         | 14 de março de 2019    | 5.02                |
| 20           | 10           | "Crazy Train"              | Daryn Okada      | Anupam Nigam                | 21 de março de 2019    | 5.55                |
| 21           | 11           | "Baby Boom"                | Marcus Stokes    | Molly Green & James Leffler | 28 de março de 2019    | 5.44                |
| 22           | 12           | "When It Rains, It Pours!" | Ellen Pressman   | Trey Callaway               | 4 de abril de 2019     | 5.26                |
| 23           | 13           | "The Dark Night"           | Stacey K. Black  | Phillip Iscove              | 11 de abril de 2019    | 5.38                |
| 24           | 14           | "Friendly Fire"            | DeMane Davis     | Jim Campolongo              | 18 de abril de 2019    | 4.96                |
| 25           | 15           | "Always Ready"             | Nicole Rubio     | Tia Napolitano              | 2 de maio de 2019      | 6.39                |
| 26           | 16           | "For Whom The Bell Tolls"  | Tessa Blake      | Barbara Kaye Friend         | 9 de maio de 2019      | 5.05                |
| 27           | 17           | "Into the Wildfire"        | Paris Barclay    | Stacy McKee                 | 16 de maio de 2019     | 4.82                |

### Temporada 3 (2020)
| N.º na série | N.º na temp. | Título                                      | Dirigido por     | Escrito por                     | Exibição original       | Audiência (milhões) |
| ------------ | ------------ | ------------------------------------------- | ---------------- | ------------------------------- | ----------------------- | ------------------- |
| 28           | 1            | "I Know This Bar"                           | Paris Barclay    | Krista Vernoff                  | 23 de janeiro de 2020   | 7.02                |
| 29           | 2            | "Indoor Fireworks"                          | Paris Barclay    | Kiley Donovan                   | 30 de janeiro de 2020   | 6.12                |
| 30           | 3            | "Eulogy"                                    | Eric Laneuville  | Anupam Nigam                    | 6 de fevereiro de 2020  | 5.92                |
| 31           | 4            | "House Where Nobody Lives"                  | Oliver Bokelberg | Meghann Plunkett                | 13 de fevereiro de 2020 | 6.00                |
| 32           | 5            | "Into the Woods"                            | Andy Wolk        | Tyrone Finch                    | 20 de fevereiro de 2020 | 6.27                |
| 33           | 6            | "Ice Ice Baby"                              | Tessa Blake      | Rob Giles                       | 27 de fevereiro de 2020 | 6.59                |
| 34           | 7            | "Satellite of Love"                         | Paris Barclay    | Chris Downey                    | 5 de março de 2020      | 6.00                |
| 35           | 8            | "Born to Run"                               | David Greenspan  | Jill Weinberger                 | 12 de março de 2020     | 6.64                |
| 36           | 9            | "Poor Wandering One"                        | Janice Cooke     | Brian Anthony                   | 19 de março de 2020     | 7.39                |
| 37           | 10           | "Something About What Happens When We Talk" | Yangzom Brauen   | Krista Vernoff                  | 26 de março de 2020     | 6.90                |
| 38           | 11           | "No Days Off"                               | Tom Verica       | Cinque Henderson                | 2 de abril de 2020      | 7.16                |
| 39           | 12           | "I'll Be Seeing You"                        | Daryn Okada      | Anupam Nigam & Meghann Plunkett | 9 de abril de 2020      | 7.56                |
| 40           | 13           | "Dream a Little Dream of Me"                | Stacey K. Black  | Rob Giles                       | 16 de abril de 2020     | 6.72                |
| 41           | 14           | "The Ghosts That Haunt Me"                  | Pete Chatmon     | Tyrone Finch                    | 30 de abril de 2020     | 5.58                |
| 42           | 15           | "Bad Guy"                                   | DeMane Davis     | Kiley Donovan                   | 7 de maio de 2020       | 5.57                |
| 43           | 16           | "Louder Than a Bomb"                        | Paris Barclay    | Emmylou Diaz                    | 14 de maio de 2020      | 5.91                |

### Temporada 4 (2020-21)
| N.º na série | N.º na temp. | Título                       | Dirigido por        | Escrito por                                                                | Exibição original      | Audiência (milhões) |
| ------------ | ------------ | ---------------------------- | ------------------- | -------------------------------------------------------------------------- | ---------------------- | ------------------- |
| 44           | 1            | "Nothing Seems the Same"     | Paris Barclay       | Kiley Donovan                                                              | 12 de novembro de 2020 | 6.59                |
| 45           | 2            | "Wild World"                 | Bethany Rooney      | Emmylou Diaz                                                               | 19 de novembro de 2020 | 5.66                |
| 46           | 3            | "We Are Family"              | Paris Barclay       | Zaiver Sinnett                                                             | 3 de dezembro de 2020  | 5.58                |
| 47           | 4            | "Don't Look Back in Anger"   | Bethany Rooney      | Brian Anthony                                                              | 10 de dezembro de 2020 | 5.58                |
| 48           | 5            | "Out of Control"             | Michael Medico      | Tyrone Finch                                                               | 17 de dezembro de 2020 | 5.63                |
| 49           | 6            | "Train in Vain"              | Allison Liddi-Brown | História por : Rob Giles & Meghann Plunkett Roteiro por : Meghann Plunkett | 11 de março de 2021    | 5.40                |
| 50           | 7            | "Learning to Fly"            | Sam Forman          | Michael Medico                                                             | 18 de março de 2021    | 5.10                |
| 51           | 8            | "Make No Mistake, He's Mine" | Allison Liddi-Brown | Shalisha Francis-Feusner                                                   | 25 de março de 2021    | 5.26                |
| 52           | 9            | "No One Is Alone"            | Stacey K. Black     | Rochelle Zimmerman                                                         | 1 de abril de 2021     | 4.78                |
| 53           | 10           | "Save Yourself"              | David Greenspan     | Emily Culver                                                               | 8 de abril de 2021     | 4.87                |
| 54           | 11           | "Here It Comes Again"        | Karen Gaviola       | Emmylou Diaz & Tyrone Finch                                                | 15 de abril de 2021    | 5.10                |
| 55           | 12           | "Get Up, Stand Up"           | Daryn Okada         | Krista Vernoff                                                             | 22 de abril de 2021    | 4.47                |
| 56           | 13           | "I Guess I'm Floating"       | Paris Barclay       | Daniel K. Hoh                                                              | 6 de maio de 2021      | 4.52                |
| 57           | 14           | "Comfortably Numb"           | Peter Paige         | Kiley Donovan                                                              | 20 de maio de 2021     | 4.92                |
| 58           | 15           | "Say Her Name"               | Oliver Bokelberg    | Zaiver Sinnett & Rochelle Zimmerman                                        | 27 de maio de 2021     | 4.59                |
| 59           | 16           | "Forever and Ever, Amen"     | Paris Barclay       | Kiley Donovan                                                              | 3 de junho de 2021     | 4.90                |

### Temporada 5 (2021-22)
| N.º na série | N.º na temp. | Título                              | Dirigido por       | Escrito por                        | Exibição original       | Audiência (milhões) |
| ------------ | ------------ | ----------------------------------- | ------------------ | ---------------------------------- | ----------------------- | ------------------- |
| 60           | 1            | "Phoenix from the Flame"            | Stacey K. Black    | Krista Vernoff                     | 30 de setembro de 2021  | 5.04                |
| 61           | 2            | "Can't Feel My Face"                | Peter Paige        | Kiley Donovan                      | 7 de outubro de 2021    | 4.29                |
| 62           | 3            | "Too Darn Hot"                      | Michael Medico     | Rochelle Zimmerman                 | 14 de outubro de 2021   | 4.29                |
| 63           | 4            | "100% or Nothing"                   | Sheelin Choksey    | Emily Culver                       | 21 de outubro de 2021   | 4.65                |
| 64           | 5            | "Things We Lost in the Fire"        | Daryn Okada        | Henry Robles                       | 11 de novembro de 2021  | 4.58                |
| 65           | 6            | "Little Girl Blue"                  | Diana C. Valentine | Tyrone Finch & Meghann Plunkett    | 18 de novembro de 2021  | 4.85                |
| 66           | 7            | "A House Is Not a Home"             | David Greenspan    | Leah Gonzalez                      | 9 de dezembro de 2021   | 4.07                |
| 67           | 8            | "All I Want for Christmas Is You"   | Peter Paige        | Zaiver Sinnett                     | 16 de dezembro de 2021  | 4.69                |
| 68           | 9            | "Started from the Bottom"           | Paula Hunziker     | Emily Culver                       | 24 de fevereiro de 2022 | 4.98                |
| 69           | 10           | "Searching for the Ghost"           | Oliver Bokelberg   | Staci Okunola                      | 3 de março de 2022      | 4.46                |
| 70           | 11           | "The Little Things You Do Together" | Tessa Blake        | Kiley Donovan & Rochelle Zimmerman | 10 de março de 2022     | 4.25                |
| 71           | 12           | "In My Tree" "Who's Gonna Miss Me?" | Tamika Miller      | Daniel K. Hoh                      | 17 de março de 2022     | 4.24                |
| 72           | 13           | "Cold Blue Steel and Sweet Fire"    | Paris Barclay      | Alex Fernandez                     | 24 de março de 2022     | 4.60                |
| 73           | 14           | "Alone in the Dark"                 | Stacey K. Black    | Zaiver Sinnett                     | 31 de março de 2022     | 4.44                |
| 74           | 15           | "When the Party's Over"             | Daryn Okada        | Meghann Plunkett                   | 7 de abril de 2022      | 4.52                |
| 75           | 16           | "Death and the Maiden"              | Jason George       | Rochelle Zimmerman & Leah Gonzalez | 5 de maio de 2022       | 4.28                |
| 76           | 17           | "The Road You Didn't Take"          | Paula Hunziker     | Henry Robles & Staci Okunola       | 12 de maio de 2022      | 3.95                |
| 77           | 18           | "Crawl Out Through the Fallout"     | Stacey K. Black    | Kiley Donovan                      | 19 de maio de 2022      | 4.28                |

### Temporada 6 (2022-23)
| N.º na série | N.º na temp. | Título                                                      | Dirigido por    | Escrito por                            | Exibição original       | Audiência (milhões) |
| ------------ | ------------ | ----------------------------------------------------------- | --------------- | -------------------------------------- | ----------------------- | ------------------- |
| 78           | 1            | "Twist and Shout"                                           | Stacey K. Black | Krista Vernoff & Kiley Donovan         | 6 de outubro de 2022    | 4.20                |
| 79           | 2            | "Everybody's Got Something to Hide Except Me and My Monkey" | Peter Paige     | Henry Robles                           | 13 de outubro de 2022   | 3.74                |
| 80           | 3            | "Dancing with Our Hands Tied"                               | Tamika Miller   | Daniel Arkin                           | 20 de outubro de 2022   | 3.90                |
| 81           | 4            | "Demons"                                                    | Michael Medico  | Emily Culver                           | 27 de outubro de 2022   | 3.87                |
| 82           | 5            | "Pick Up the Pieces"                                        | Jason George    | Mellow Brown                           | 3 de novembro de 2022   | 3.52                |
| 83           | 6            | "Everybody Says Don't"                                      | Daryn Okada     | Rochelle Zimmerman                     | 10 de novembro de 2022  | 3.99                |
| 84           | 7            | "We Build Then We Break"                                    | Peter Paige     | Zaiver Sinnett                         | 23 de fevereiro de 2022 | 3.97                |
| 85           | 8            | "I Know a Place"                                            | Paula Hunziker  | Leah Gonzalez                          | 2 de março de 2022      | 3.83                |
| 86           | 9            | "Come as You Are"                                           | Tamika Miller   | Staci Okunola                          | 9 de março de 2022      | 3.97                |
| 87           | 10           | "Even Better Than the Real Thing"                           | Paris Barclay   | Alex Fernandez                         | 16 de março de 2022     | 4.30                |
| 88           | 11           | "Could I Leave You?"                                        | Michael Medico  | Rochelle Zimmerman & Beresford Bennett | 23 de março de 2023     | 3.88                |
| 89           | 12           | "Never Gonna Give You Up"                                   | Kelly Park      | Meghann Plunkett                       | 30 de março de 2023     | 3.76                |
| 90           | 13           | "It's All Gonna Break"                                      | David Greenspan | Benjamin Hayes                         | 6 de abril de 2023      | 3.70                |
| 91           | 14           | "Get it All Out"                                            | Stacey K. Black | Peter Paige                            | 13 de abril de 2023     | 3.91                |
| 92           | 15           | "What Are You Willing to Lose"                              | Paris Barclay   | Zaiver Sinnett & Henry Robles          | 20 de abril de 2023     | 3.96                |
| 93           | 16           | "Dirty Laundry"                                             | Danielle Savre  | Emily Culver                           | 4 de maio de 2023       | 3.79                |
| 94           | 17           | "All These Things That I've Done"                           | Yangzom Brauen  | Staci Okunola & Leah Gonzalez          | 11 de maio de 2023      | 3.51                |
| 95           | 18           | "Glamorous Life"                                            | Stacey K. Black | Zoanne Clack                           | 18 de maio de 2023      | 3.72                |

### Temporada 7 (2024)
| N.º na série | N.º na temp. | Título | Dirigido por | Escrito por | Exibição original   | Audiência (milhões) |
| ------------ | ------------ | ------ | ------------ | ----------- | ------------------- | ------------------- |
| 96           | 1            | ASA    | ASA          | ASA         | 14 de março de 2024 | ASD                 |

## Audiência
| Temporada | Temporada | Ep. 1 | Ep. 2 | Ep. 3 | Ep. 4 | Ep. 5 | Ep. 6 | Ep. 7 | Ep. 8 | Ep. 9 | Ep. 10 | Ep. 11 | Ep. 12 | Ep. 13 | Ep. 14 | Ep. 15 | Ep. 16 | Ep. 17 | Ep. 18 |
| --------- | --------- | ----- | ----- | ----- | ----- | ----- | ----- | ----- | ----- | ----- | ------ | ------ | ------ | ------ | ------ | ------ | ------ | ------ | ------ |
|           | 1         | 5.43  | 5.43  | 5.86  | 5.09  | 5.59  | 5.41  | 5.17  | 5.14  | 4.45  | 5.10   | N/A    | N/A    | N/A    | N/A    | N/A    | N/A    | N/A    | N/A    |
|           | 2         | 5.17  | 6.54  | 4.16  | 5.02  | 4.89  | 5.10  | 5.91  | 5.24  | 5.02  | 5.55   | 5.44   | 5.26   | 5.38   | 4.96   | 6.39   | 5.05   | 4.82   | N/A    |
|           | 3         | 7.02  | 6.12  | 5.92  | 6.00  | 6.26  | 6.59  | 6.00  | 6.64  | 7.39  | 6.90   | 7.16   | 7.56   | 6.72   | 5.58   | 5.57   | 5.91   | N/A    | N/A    |
|           | 4         | 6.59  | 5.66  | 5.58  | 5.58  | 5.63  | 5.40  | 5.10  | 5.26  | 4.78  | 4.87   | 5.10   | 4.47   | 4.52   | 4.92   | 4.59   | 4.90   | N/A    | N/A    |
|           | 5         | 5.04  | 4.29  | 4.29  | 4.65  | 4.58  | 4.85  | 4.07  | 4.69  | 4.98  | 4.46   | 4.25   | 4.24   | 4.60   | 4.44   | 4.52   | 4.28   | 3.95   | 4.28   |
|           | 6         | 4.20  | 3.70  | 3.90  | 3.87  | 3.52  | 3.99  | 3.97  | 3.83  | 3.97  | 4.30   | 3.88   | 3.76   | 3.70   | 3.91   | 3.96   | 3.79   | 3.51   | 3.72   |